# Teatre Municipal de Roses
Teatre Municipal de Roses, és una sala d'espectacles ubicada al carrer de Tarragona de Roses, Alt Empordà. Té una programació estable de teatre, música i dansa, repartida en dues temporades (tardor i hivern-primavera), en les quals es programen espectacles professionals, provinents sobretot del Festival Temporada Alta i del circuit comercial de Barcelona, i teatre amateur. El Teatre Municipal de Roses va ser inaugurat el 22 de juny del 2002 amb la cantata per a cor infantil, narrador i orquestra de cambra La tonalitat de l'infinit, amb textos d'Enric Casasses i música de Feliu Gasull, en la qual va participar el GTR, amb un nodrit grup d'alumnes d'escoles de Roses com a cantaires de la coral.
El Grup de Teatre de Roses (GTR), constituït el 1981 i en actiu des de mitjan anys setanta, hi té cada temporada algun espectacle a la cartellera, i hi assaja i hi munta Els pastorets. A part del GTR, també són usuaris habituals del teatre la Colla Gegantera, l’Associació Sardanista La Rotllana i el Taller de Danses Tradicionals de Roses, i s'usa per a cursos de teatre infantil i juvenil, i teatre escolar.
S'hi celebren també els festivals de les escoles de dansa de la població. La sala gran també es fa servir com a auditori i la polivalent, per a actes diversos, presentacions, debats, etc.

## Edifici
L'edifici se situa al solar de l'antic camp de futbol. L'edifici conclou una petita illa edificada en un dels extrems de la plaça, s'enfronta a una gran àrea d'aparcament i cerca l'impacte icònic amb voluntat d'esdevenir una silueta de referència a la població. Ho aconsegueix expressant la seva secció a la façana, on es dibuixen els volums de cada àmbit en un cos abstracte revestit de planxes de zenc, en el qual la caixa escènica destaca com un «campanar cultural», segons la idea dels arquitectes. També el porxo d'entrada principal, que és el balcó envidrat del foyer de la primera planta, ajuda a caracteritzar l'arquitectura i la plaça, mercès a un esgrafiat de grans dimensions del pintor i poeta Narcís Comadira, que en il·luminar-se fa de cartell del teatre i crida l'atenció com una obra d'art a escala urbana.
Obra dels arquitectes Manel Bosch, Joan Tarrús i Jordi Bosch i del consultor escènic Dino Ibáñez, el projecte va guanyar un concurs d'arquitectura l'any 1998, i el teatre es va inaugurar el 2002. A l'interior hi ha un clar protagonisme del formigó vist i, a la sala, de la fusta d'iroko i els teixits. Els àmbits interiors s'articulen mitjançant un ampli vestíbul, que en un costat té la sala del teatre, amb dues llotges i grades semicirculars retràctils, un sistema singular que va ser dissenyat especialment per a l'edifici, i a l'altre una sala polivalent amb portes plegables, doble altura i sostre tècnic, amb les mides de l'espai escènic (9 per 8 m), amb una capacitat d'uns 150 espectadors. La capacitat total de la sala gran amb les grades és de 410 persones, si bé hi ha la possibilitat de doblar-ne la capacitat amb una disposició sense grades que unifiqui l'espai de la platea i l'escenari. La sala té un fossat d'orquestra, dos ponts: un tècnic i un de llums, una alçària de l'escenari a la pinta de 17,45 m i un escenari amb una superfície de 185 m², amb una profunditat de 8,7 m i una corbata d' 1,8 m, amb una boca de 12 m d'ample per 6 d'alçària.